# Tomáš Skopal
Tomáš Skopal (* asi 1977) je český informatik a vysokoškolský učitel, od roku 2022 prorektor Univerzity Karlovy.

## Život
V letech 1996 až 1999 absolvoval studium informatiky na Přírodovědecké fakultě Univerzity Palackého v Olomouci a získal bakalářský titul. V letech 1999 až 2001 na své vzdělání navázal studiem téhož oboru na téže fakultě a získal i magisterský titul. V letech 1998 až 2002 se při studiu živil jako softwarový vývojář. V letech 2001 až 2004 absolvoval doktorské studium informatiky na Vysoké škole báňské v Ostravě a získal titul Ph.D. V roce 2004 zároveň získal po absolvování rigorózního řízení také titul doktora přírodních věd.
V letech 2005 až 2007 působil jako odborný asistent na Katedře softwarového inženýrství Matematicko-fyzikální fakulty Univerzity Karlovy (MFF UK) v Praze než se na MFF UK v roce 2007 habilitoval a začal zde působit jako docent. V roce 2010 začal na částečný úvazek působit jako vyučující na Fakultě informačních technologií ČVUT, v roce 2011 pak strávil jeden semestr na Chilské univerzitě v Chile. V letech 2011 až 2012 byl zástupcem vedoucího Katedry softwarového inženýrství na MFF UK a v letech 2012 až 2021 katedru navíc sám vedl. V letech 2016 až 2017 působil na Univerzitě v Kostnici. V roce 2019 se stal profesorem, v letech 2020 až 2022 strávil tři semestry na Pasovské univerzitě.
V únoru 2022 se stal prorektorem Univerzity Karlovy pro informační technologie po boku rektorky Mileny Králíčkové.